# Maulévrier-Sainte-Gertrude
Maulévrier-Sainte-Gertrude is een gemeente in het Franse departement Seine-Maritime (regio Normandië) en telt 905 inwoners (1999). De plaats maakt deel uit van het arrondissement Rouen.

## Geografie
De oppervlakte van Maulévrier-Sainte-Gertrude bedraagt 14,2 km², de bevolkingsdichtheid is 63,7 inwoners per km².
De onderstaande kaart toont de ligging van Maulévrier-Sainte-Gertrude met de belangrijkste infrastructuur en aangrenzende gemeenten.

## Demografie
Onderstaande figuur toont het verloop van het inwonertal (bron: INSEE-tellingen).